# Le Grau-du-Roi
Le Grau-du-Roi – miejscowość i gmina we Francji, w regionie Oksytania, w departamencie Gard.
Według danych na rok 1990 gminę zamieszkiwały 5253 osoby, a gęstość zaludnienia wynosiła 96 osób/km² (wśród 1545 gmin Langwedocji-Roussillon Le Grau-du-Roi plasuje się na 54. miejscu pod względem liczby ludności, natomiast pod względem powierzchni na miejscu 46.).
W Grau du Roi Ernest Hemingway umiejscowił akcję noweli „Rajski ogród”.